# Discorso della luna

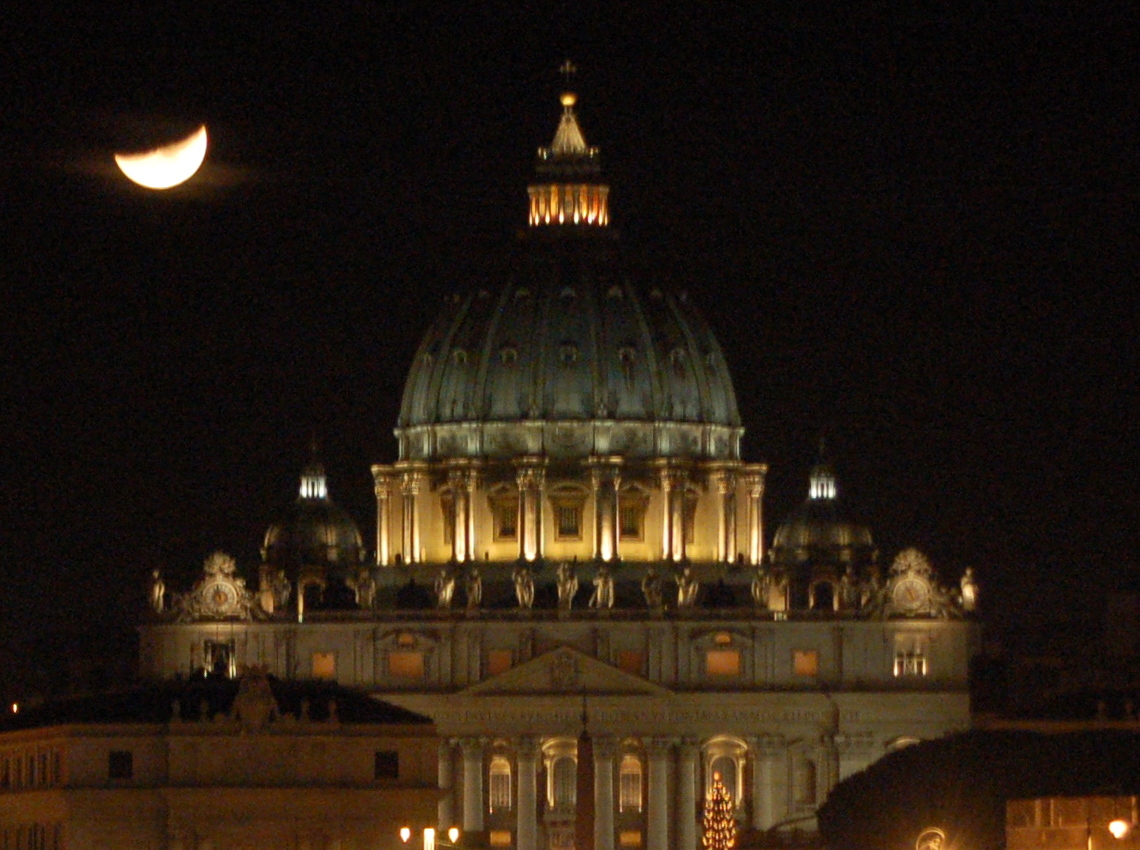
Veduta della Basilica di San Pietro con la luna a sinistra.

Il discorso della Luna è uno dei più celebri discorsi di papa Giovanni XXIII. Fu pronunciato a braccio l'11 ottobre 1962, dalla finestra del palazzo Apostolico della Città del Vaticano, alla folla riunita in piazza San Pietro per la fiaccolata serale di apertura del Concilio Ecumenico Vaticano II. Stanco per gli impegni della giornata, Roncalli, chiamato a gran voce, decise  di affacciarsi per limitarsi a benedire i presenti. Poi si convinse a pronunciare un discorso semplice e breve che è divenuto una delle allocuzioni più celebri della storia della Chiesa.
Il nome attribuitogli deriva anche da un'improvvisazione del cameraman RAI Claudio Speranza: durante la diretta in mondovisione, in posizione strategica sopra il colonnato del Bernini, vide sorgere una splendida luna. Il buio rendeva impossibile riprendere i fedeli in piazza, decise quindi di puntare in alto la telecamera e inquadrarla: nello stesso istante una finestra del palazzo apostolico si spalancò, ed il papa fece subito riferimento alla luna in una sincronia quasi perfetta.

## Il testo del discorso

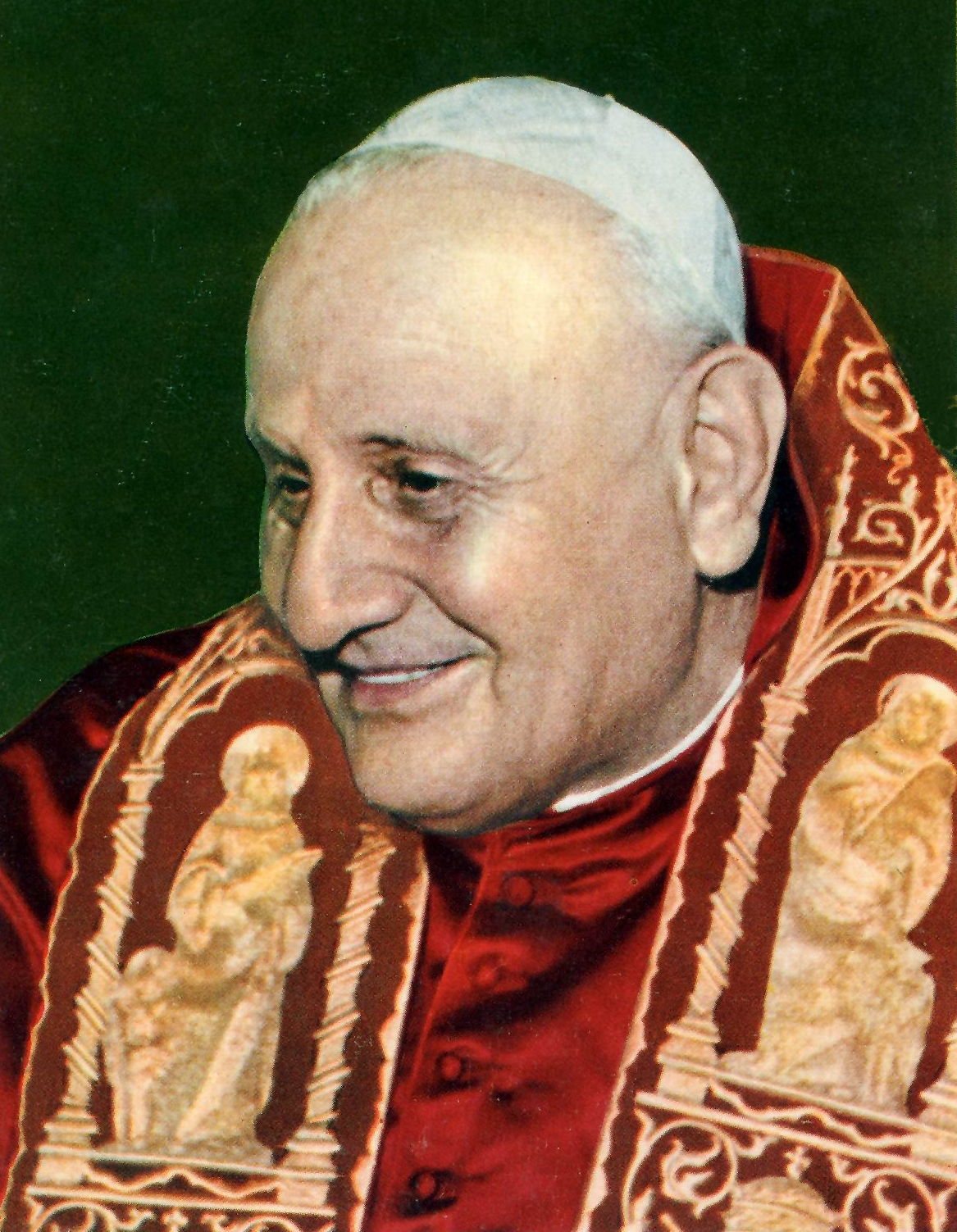
Papa Giovanni XXIII

Di seguito viene riportato il testo del discorso:
Vi è che noi chiudiamo una grande giornata di pace; di pace: « Gloria a Dio, e pace agli uomini di buona volontà ». Ripetiamo spesso questo augurio e quando possiamo dire che veramente il raggio, la dolcezza della pace del Signore ci unisce e ci prende, noi diciamo: “Ecco qui un saggio di quello che dovrebbe essere la vita, sempre, di tutti i secoli, e della vita che ci attende per l’eternità”. 
Dite un poco: se domandassi, potessi domandare a ciascuno: “Voi da che parte venite?”, i figli di Roma che sono qui specialmente rappresentanti [risponderebbero]: “Noi siamo i vostri figliuoli più vicini, Voi siete il Vescovo di Roma”. Ma voi, figliuoli di Roma, voi sentite di rappresentare veramente la Roma caput mundi, così come nella Provvidenza è stata chiamata ad essere: per la diffusione della verità e della pace cristiana. 
In queste parole c'è la risposta al vostro omaggio. La mia persona conta niente, è un fratello che parla a voi, diventato padre per la volontà di Nostro Signore, ma tutt’insieme, paternità e fraternità, e grazia di Dio, tutto, tutto! 
Continuiamo, dunque, a volerci bene, a volerci bene così, a volerci bene così, guardandoci così nell’incontro, cogliere quello che ci unisce, lasciar da parte quello - se c’è – qualche cosa che ci può tenere un po’ in difficoltà. 
Niente: Fratres sumus! La luce che splende sopra di noi, che è nei nostri cuori, che è nelle nostre coscienze, è luce di Cristo, il quale veramente vuol dominare, con la grazia sua, tutte le anime. Stamattina è stato uno spettacolo che neppure la Basilica di San Pietro, che ha quattro secoli di storia, non ha mai potuto contemplare. Apparteniamo quindi ad un'epoca, nella quale siamo sensibili alle voci dall'alto: e vogliamo essere fedeli e stare secondo l'indirizzo che il Cristo benedetto ci ha fatto. 
Finisco, dandovi la benedizione. Accanto a me amo invitare la Madonna santa e benedetta, di cui oggi ricordiamo il grande mistero.
Ho sentito qualcuno di voi che ha ricordato Efeso e le lampade accese intorno alla basilica di là, che io ho veduto con i miei occhi, non a quei tempi, si capisce, ma recentemente, e che ricorda la proclamazione del dogma della divina maternità di Maria. 
Ebbene, invocando lei, alzando tutti insieme lo sguardo verso Gesù benedetto, il figliol suo, ripensando a quello che è con voi, a quello che è nelle vostre famiglie, di gioia, di pace e anche, un poco, di tribolazione e di tristezza, la grande benedizione accoglietela di buon animo. 
Questa sera lo spettacolo offertomi è tale da restare ancora nella mia memoria, come resterà nella vostra. Facciamo onore alla impressione di questa sera. Che siano sempre i nostri sentimenti come ora li esprimiamo davanti al cielo e davanti alla terra: fede, speranza, carità, amore di Dio, amore dei fratelli; e poi, tutti insieme, aiutati così nella santa pace del Signore, alle opere del bene ! Tornando a casa, troverete i bambini; date una carezza ai vostri bambini e dite: “Questa è la carezza del Papa”. Troverete qualche lacrima da asciugare. Fate qualcosa, dite una parola buona. Il Papa è con noi specialmente nelle ore della tristezza e dell'amarezza. 
E poi, tutti insieme ci animiamo cantando, sospirando, piangendo, ma sempre sempre pieni di fiducia nel Cristo che ci aiuta e che ci ascolta, continuare e riprendere il nostro cammino.»